# الخزيع (السدة)

تعديل مصدري - تعديل

الخزيع محلة تابعة لقرية سوق الثلوث، التابعة لعزلة وادي حجاج بمديرية السدة إحدى مديريات محافظة إب في الجمهورية اليمنية.، بلغ تعداد سكانها 75 حسب تعداد اليمن لعام 2004.